# William John Codrington
William John Codrington, född 26 november 1804, död 6 augusti 1884, var en brittisk militär. Han var son till amiralen Edward Codrington.
Codrington blev officer vid infanteriet 1821, överste 1846, general 1863 och erhöll avsked 1877. Codrington deltog i Krimkriget som brigad- och divisionschef samt blev i november 1855 överbefälhavare över brittiska armén. 1859-1865 var han generalguvernör i Gibraltar.